# Ayacuchos

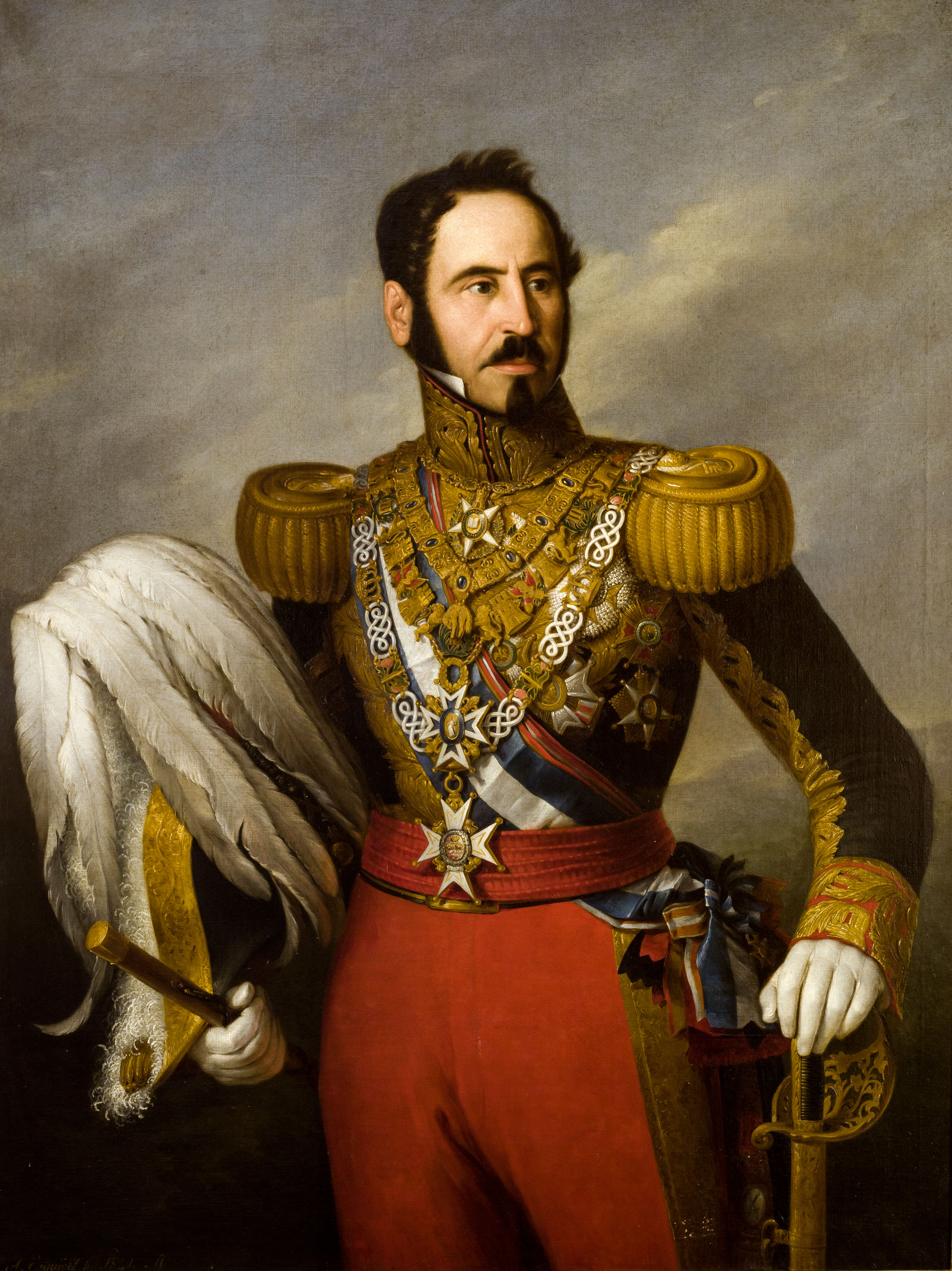
General Baldomero Espartero, líder de los militares conocidos como los "ayacuchos"

Ayacuchos es el mote con el que los oponentes al general español Baldomero Espartero designaban a los militares agrupados en torno a él y que formaban una "camarilla" que tuvo una notable influencia durante su regencia (1840-1843) y con el que compartían la orientación política liberal-progresista (entre otros: José Ramón Rodil, García Camba, Isidro Alaix, Antonio Seoane y Francisco Linage, su secretario militar). El nombre proviene de que todos ellos habían participado en la batalla de Ayacucho (1824) que puso fin a las guerras de independencia hispanoamericanas, aunque curiosamente, Espartero no llegó a participar en la batalla de Ayacucho, pues fue capturado al poco de desembarcar. Por extensión, el término también se empleó -aunque se prefirió la expresión "espadón"- para referirse a los militares que protagonizaron la vida política del reinado de Isabel II de España, de diferente orientación política (Espartero, Narváez, O'Donnell, Prim o Serrano). 

## Origen del grupo

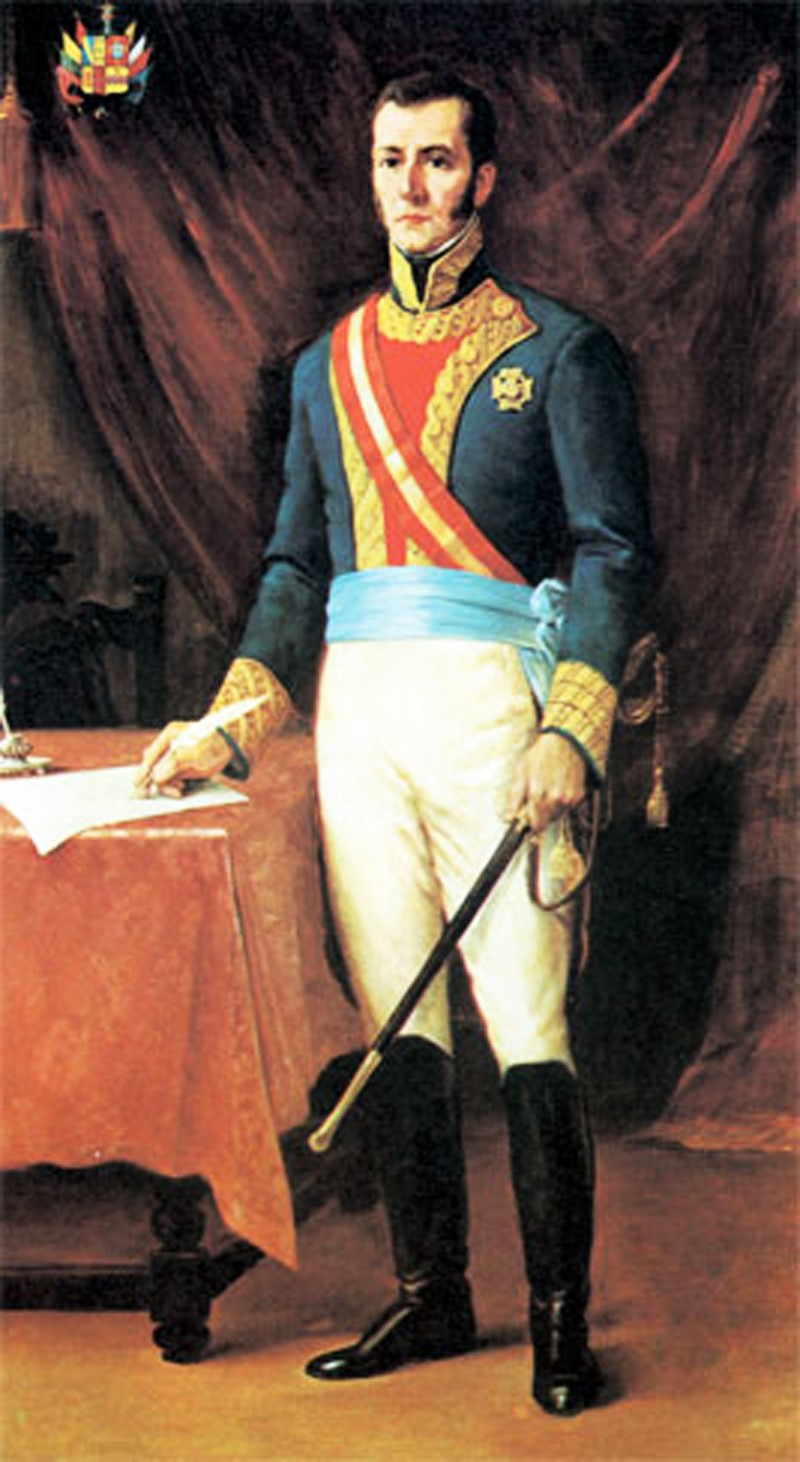
General José de la Serna.

El grupo de militares que la oposición antiesparterista denominó en tono despectivo como los “ayacuchos” tiene su origen en las relaciones que mantuvieron durante su estancia en Perú los jefes y oficiales bajo las órdenes del general José de la Serna, de ideas liberales.
Eran generales que gozaban de la máxima confianza del general Baldomero Espartero porque habían combatido y desarrollado su carrera militar junto a él en las guerras de independencia hispanoamericanas, y de ahí el nombre de “ayacuchos” -en referencia a la última batalla de aquella guerra, batalla en la que, por cierto, Espartero no participó-. De vuelta a España el grupo mantuvo las relaciones clientelares de apoyo mutuo durante la primera guerra carlista en torno a Espartero, que continuarán tras asumir Espartero la regencia. En este grupo de los “ayacuchos” figuraban, entre otros, el general Antonio Seoane, el general Antonio Van Halen, el general Martín Zurbano, el general José Ramón Rodil y Gayoso y el general Francisco Linage, que era el secretario de Espartero.  También formaban parte de este grupo los generales José de Canterac, Andrés García Camba, Gerónimo Valdés, Landazuri, Valentín Ferraz y Alejandro González Villalobos.
En este grupo también se encontraba el general carlista Rafael Maroto, lo que según algunos historiadores explicaría la relativa facilidad con que se alcanzó el acuerdo conocido como el Abrazo de Vergara entre dos antiguos compañeros de armas y que puso fin a la primera guerra carlista en el País Vasco y Navarra.

### Los generales miembros del grupo de los "ayacuchos"

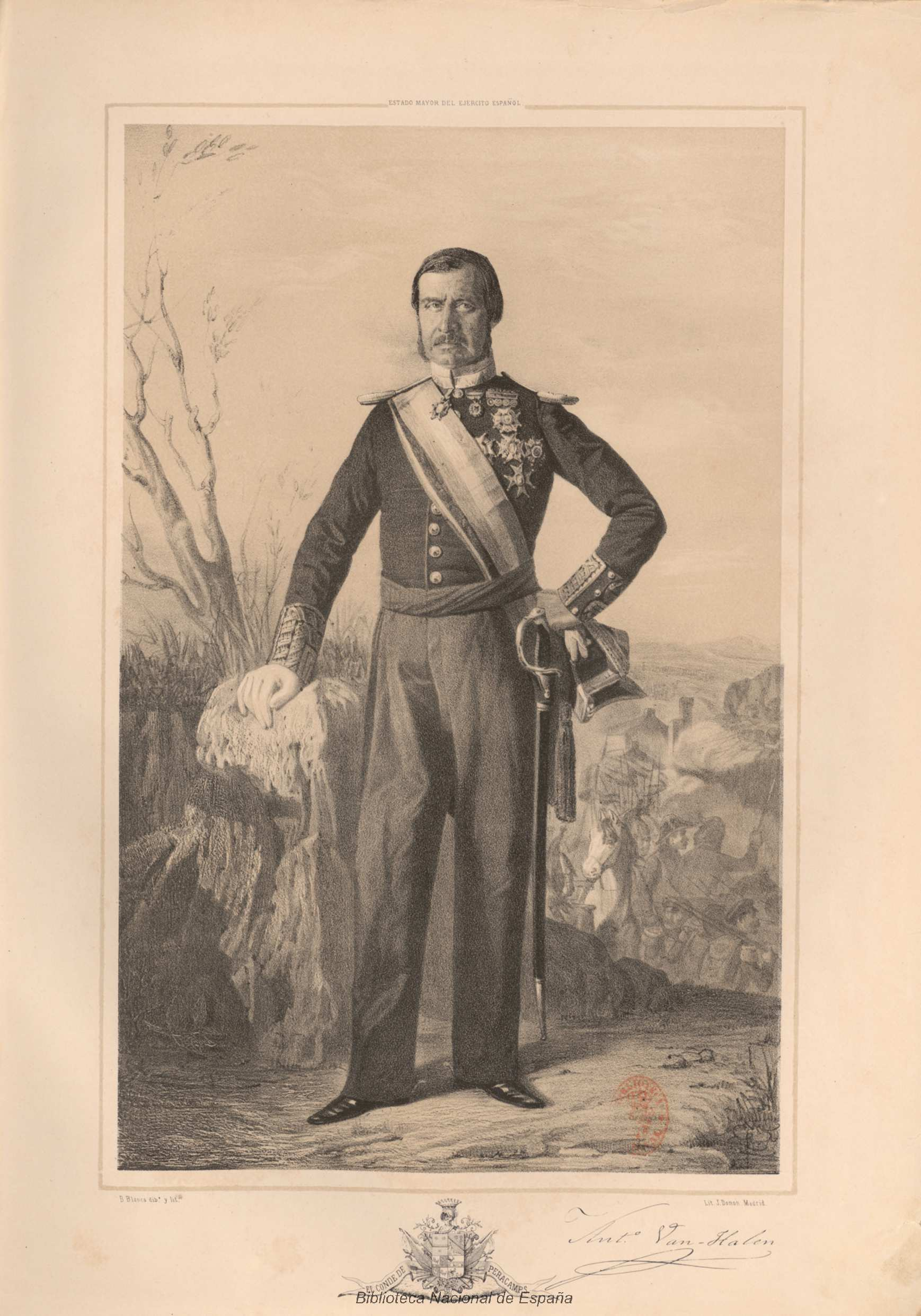
Antonio Van Halen.
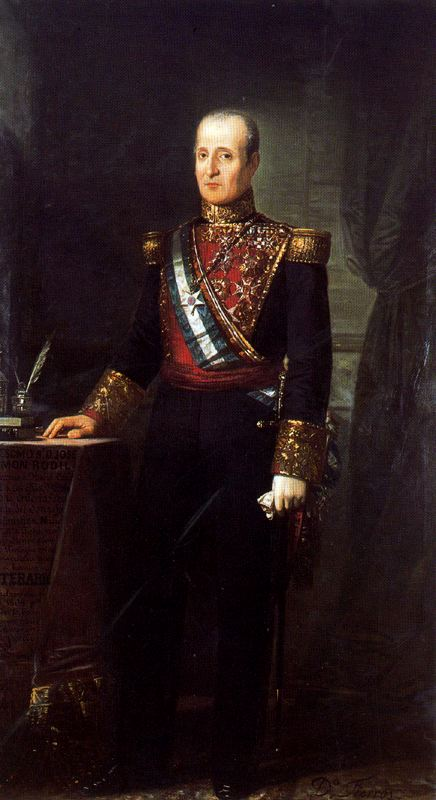
José Ramón Rodil.
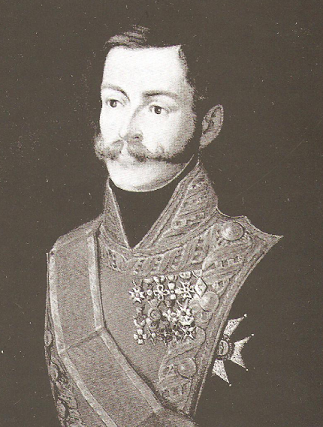
José de Canterac.
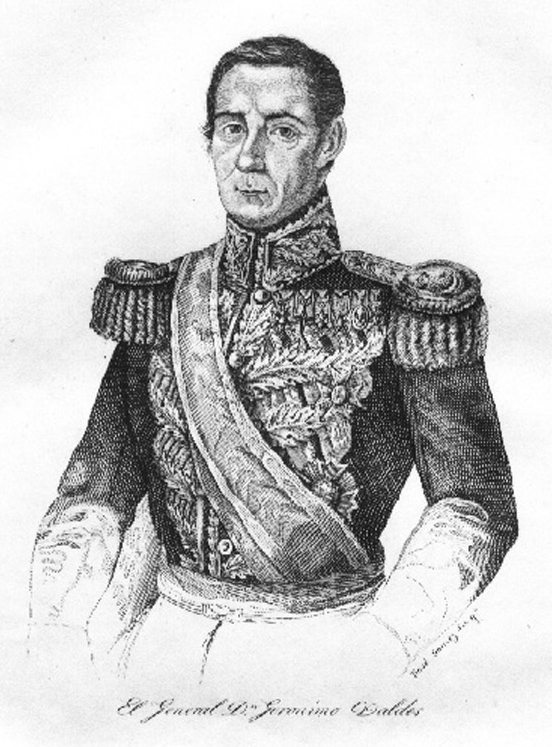
Gerónimo Valdés.
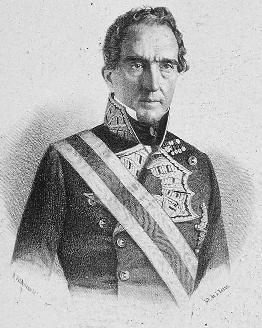
Andrés García Camba.
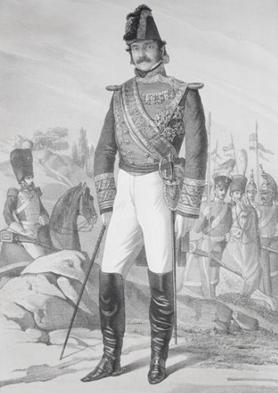
Valentín Ferraz.
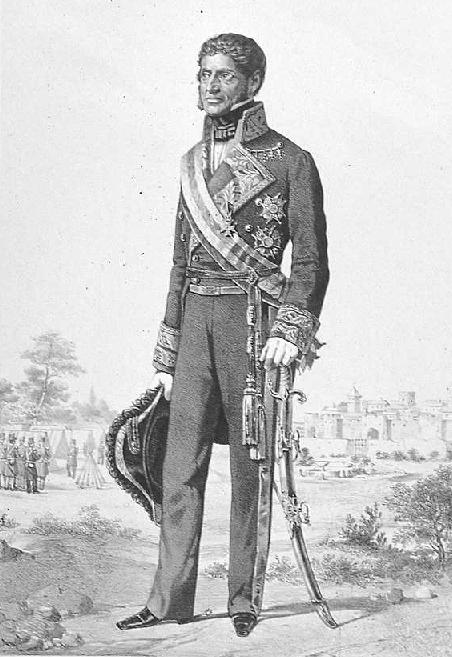
Alejandro González Villalobos.
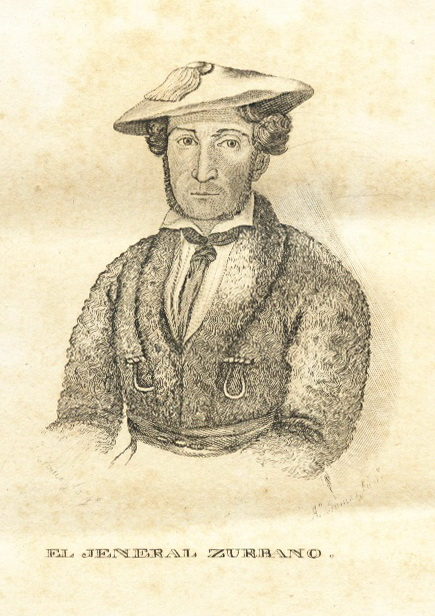
Martín Zurbano.

## Las críticas a los "ayacuchos" durante la Regencia de Espartero
Al poco tiempo de asumir la regencia a finales de 1840, Espartero fue acusado por ciertos sectores del ejército y de los partidos moderado y progresista de que su política de nombramientos militares –y en algunos casos también civiles- favorecía únicamente a los miembros de su camarilla militar conocida por sus oponentes con el nombre de los "ayacuchos".
Al favoritismo hacia los “ayacuchos” se sumaba el malestar del ejército por los retrasos en las pagas a los oficiales y las dificultades que tenían para promocionar y desarrollar su carrera militar. Pero esto no era culpa de Espartero, sino de la existencia de un problema de fondo: el excesivo número de oficiales, jefes y generales en aquellos momentos, producto de las guerras casi permanentes en que se había visto envuelta España entre 1808 y 1840. Un problema notablemente agravado por el Convenio de Vergara que permitía el ingreso en el ejército de los oficiales carlistas, y al que muchos de ellos se habían acogido. Así el Estado era incapaz de hacer frente al coste económico de un ejército con las plantillas infladas y que el republicano Fernando Garrido definió unos años después como “el más caro del mundo”. Así “las pagas se hicieron cada vez más esporádicas y el ejército se convirtió en un semillero de protestas. Un regimiento llegó a declararse en huelga en 1841”.
Según Juan Francisco Fuentes, “se creó así un círculo vicioso muy difícil de romper: los militares querían cobrar su sueldo, prosperar en su carrera y tener un destino acorde con su graduación. Los gobernantes, por su parte, ya fueran civiles o militares, carecían del valor político para abordar la necesaria reforma del ejército, que exigía una reducción drástica del escalafón, pero al mantener tal estado de cosas, perpetuaban el descontento de los militares y su disposición a participar en todo tipo de aventuras políticas”. Además alentó el nacimiento de un discurso  corporativista y militarista canalizado a través de periódicos de nombre tan significativo como El Grito del Ejército, o El Archivo militar que llegó a escribir en su número del 30 de septiembre de 1841:

No podemos ni queremos decir: el Estado somos nosotros, pero diremos: la patria, o si más os place, la parte más pura de la patria somos nosotros

## "Ayacuchos" y "espadones" posteriores
En el periodo de la Restauración, caracterizado por el predominio civil, la gravitación de los militares y su especial relación con el rey (Alfonso XII, que se formó en la inglesa Real Academia de Sandhurst; y Alfonso XIII) era una característica esencial del sistema político, que afloraba en momentos críticos como el escándalo del ¡Cu-Cut! o la crisis de 1917. El escándalo consiguiente al desastre de Annual (1921) dejó clara esa relación, y condujo a la dictadura militar de Miguel Primo de Rivera.
Los pronunciamientos militares continuaron, primero a favor de la República (sublevación de Jaca) y luego en contra (Sanjurjada), hasta llegar a la conspiración dirigida por general Mola que desencadenó la guerra civil española, tras la que se estableció el prolongado régimen de Franco (1936-1975).
El ruido de sables durante la Transición Española fue un elemento constantemente presente, que solo se concretó en los intentos de golpe de Estado del que el más espectacular fue el 23 F. También fue decisivo el papel de los militares demócratas en diferentes gobiernos (Gutiérrez Mellado y Sáenz de Santamaría).